# Haplostichanthus heteropetala
Haplostichanthus heteropetala är en kirimojaväxtart som först beskrevs av Elmer Drew Merrill, och fick sitt nu gällande namn av E.C.H.van Heusden. Haplostichanthus heteropetala ingår i släktet Haplostichanthus och familjen kirimojaväxter. Inga underarter finns listade i Catalogue of Life.